# Kräftskiva

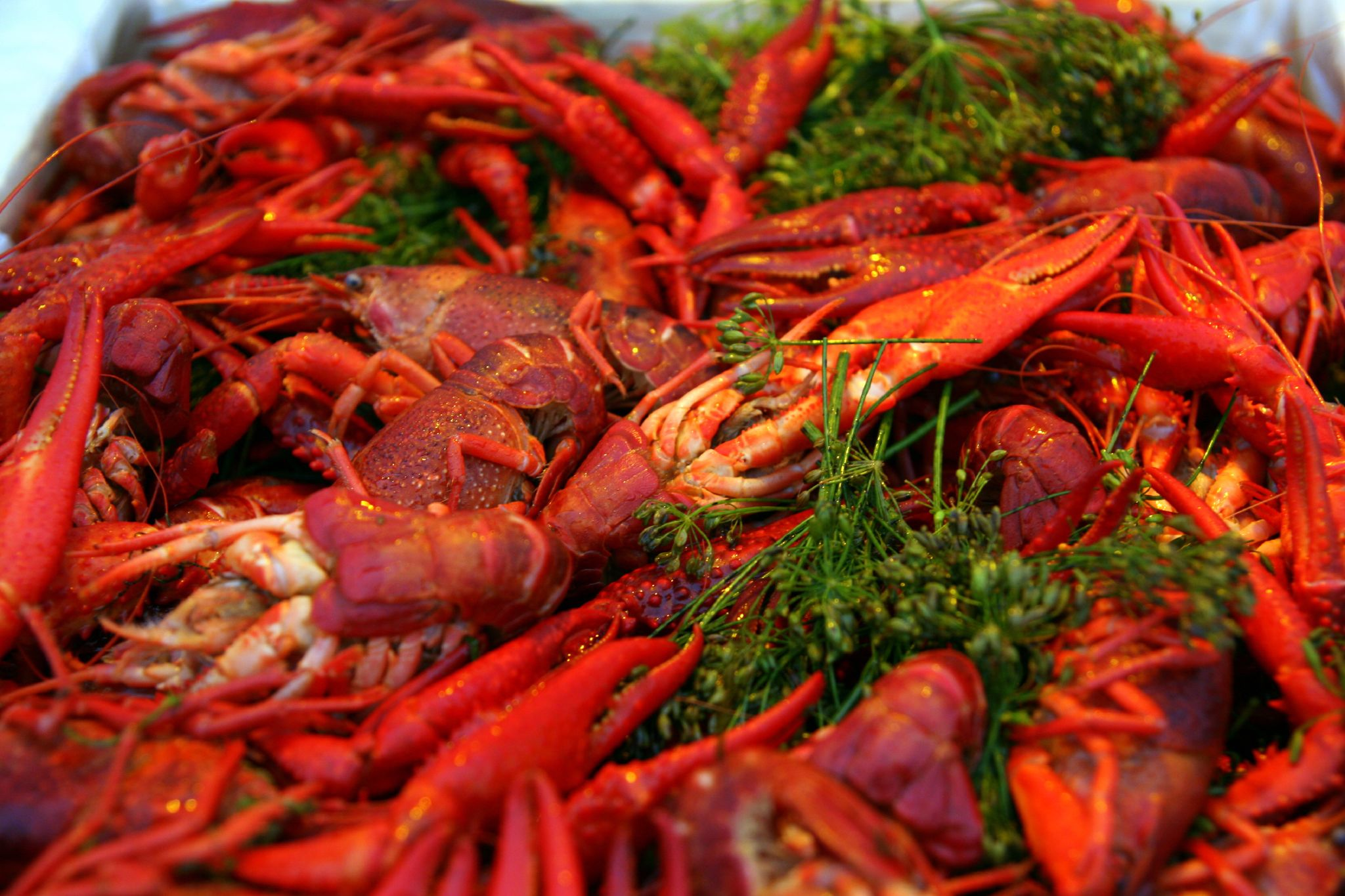
Raki gotowane z koperkiem

Kräftskiva (ze szw. „impreza rakowa, uczta rakowa”) – tradycyjny szwedzki festiwal związany z sezonem połowu raków późnym latem, kiedy raki je się w wielu szwedzkich rodzinach. Główne danie uczty rakowej to raki rzeczne gotowane w całości w słonej wodzie z dużą ilością kopru, których spożywa się na zimno.
Raki zazwyczaj podaje się z różnymi dodatkami: bagietką, pieczywem chrupkim, serem o ostrym smaku, często również z daniami serwowanymi w formie tradycyjnego stołu szwedzkiego. Do tego pasują takie napoje alkoholowe jak aquavit i piwo oraz bezalkoholowa sockerdricka (lemoniada owocowa). Tradycyjnie ludzie zakładają papierowe czapki, śliniaczki albo fartuchy z motywami raków, a pokoje lub tarasy są zdobione świecami i lampkami papierowymi.
Ważnym elementem kulturowym uczty rakowej jest wspólne śpiewanie tradycyjnych szwedzkich przyśpiewek alkoholowych. Są to przeważnie krótkie, komiczne piosenki, z których podczas posiłku raz po raz śpiewa się jednej zwrotki kończącej się sznapsem. Przykładowy toast brzmi tak: „Rak, sznaps, piosenka”.

## Inauguracja sezonu rakowego
W celu zachowania odpowiedniego poziomu populacji raków szwedzkich obowiązywała ścisła data rozpoczęcia połowu raków, tzw. Kräftpremiären, która przypadała na pierwszą (według innej opinii – na drugą) środę sierpnia. W 1994 roku zakaz ten został uchylony bez zastąpienia innym. Jednak lokalne przepisy, tak jak na przykład w Vättern, mogą nadal ograniczać połów.